# قانون اشنونا

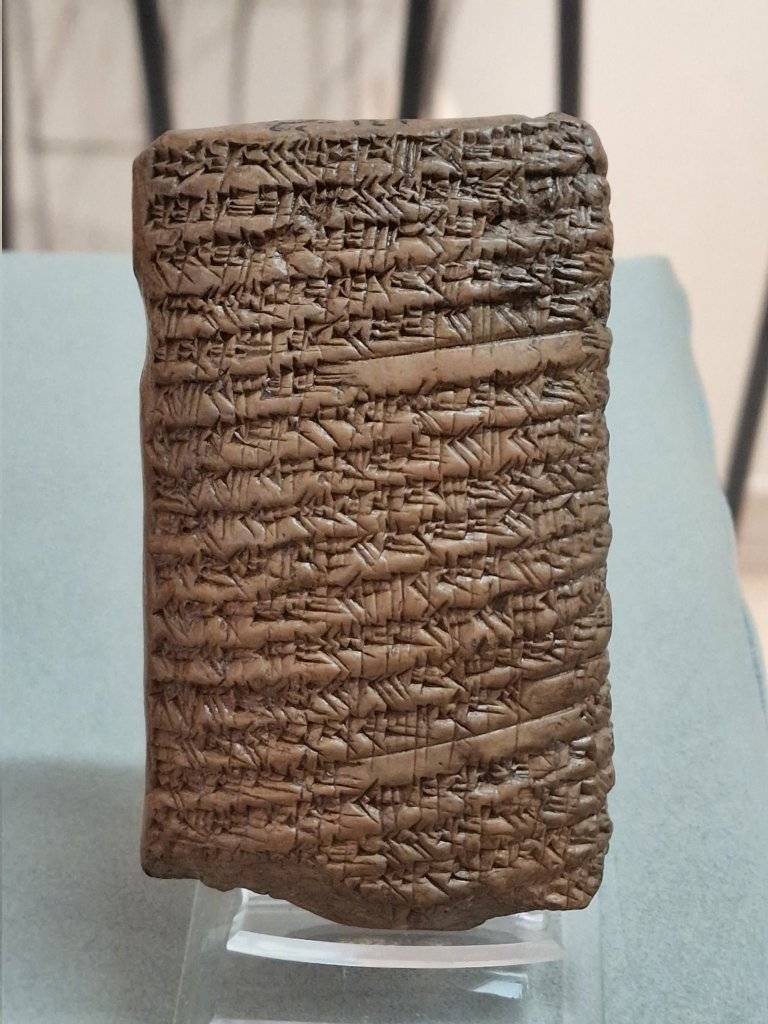
تصویری از لوح کدکس بین‌النهرینی اشنونا

قانون اشنونا (به لاتین: laws of Eshnunna) مربوط به یکی از پادشاهان اشنونا به نام ددوشا است و تاریخ تقریبی آن به سال ۱۷۷۰ قبل از میلاد بازمی‌گردد. این قانون‌نامه در بخش‌های مختلفی از مسائل مربوط به مسئولیت مدنی و کیفری تنظیم شده است. از جمله مواردی که در این قانون‌نامه مورد بررسی قرار گرفته، مسائل کشاورزی، حقوق کار، اجاره قایق و گاریچی، سرقت، جراحات جسمانی، موجبات ضمان، امانت، جرایم جنسی و مجازات‌های مختلف از جمله ازاله بکارت و اعدام می‌باشد. این قانون‌نامه به وضوح تعیین می‌کند که رسیدگی به دعاوی که موجب مجازات مرگ می‌شوند، صلاحیت اختصاصی پادشاه است. از آنجا که این نوع دعاوی از اهمیت ویژه‌ای برخوردارند، انحصار این صلاحیت به پادشاه به عنوان یک مزیت اساسی محسوب می‌شود. در این قانون‌نامه، مجازات مرگ تنها برای موارد خاصی نظیر ازاله بکارت در نظر گرفته شده و در موارد دیگری مانند قتل عمد، مجازات‌های دیگری مطرح شده است. از این رو، تفاوت در رویکردهای قانونی برای مجازات‌های مختلف، از جمله قتل عمد و مجازات‌های مرتبط با بردگان، در این قانون‌نامه به خوبی مشخص شده است.

## تاریخچه
پس از فروپاشی اور، اشنونا مستقل شد اما بعداً توسط حمورابی، پادشاه بابل فتح شد. در طول قرن بعد شهر رو به زوال رفت و ممکن است متروک شده باشد. اعتقاد بر این است که قوانین اشنونا حدود دو نسل قدیمی تر از قانون حمورابی هستند. تفاوت بین این دو کد به روشن شدن توسعه کمک می‌کند.

## پیدایش
قوانین اشنونه (مخفف LE) روی دو لوح به خط میخی کشف شده در تل ابو حرمل، بغداد، عراق حک شده است. اداره آثار باستانی عراق به ریاست طه باقر دو مجموعه لوح موازی را در سال‌های ۱۹۴۵ و ۱۹۴۷ کشف کرد. این دو لوح نسخه‌های جداگانه‌ای از منبع قدیمی‌تر هستند و قدمت آن به حدوداً می‌رسد. ۱۹۳۰ قبل از میلاد بعداً یک قطعه اضافی در Me-Turan پیدا شد. تفاوت‌های بین قانون حمورابی و قوانین اشنونا به‌طور قابل توجهی به روشن کردن توسعه قوانین باستانی و میخی کمک کرد. بر خلاف دیگر مجموعه‌های حقوقی بین‌النهرین، این یکی از نام شهری که در آن بوده، سرچشمه گرفته است. اشنونا، واقع در ساحل رودخانه دیاله، شاخه‌ای از دجله، در شمال اور، است. اشنونا پس از سقوط سومین سلسله اور که توسط اورنامو تأسیس شد، از نظر سیاسی مهم شد.

## کدکس
نزدیک به شصت بخش از آن حفظ شده است. قوانین به زبان اکدی نوشته شده است و شامل دو لوح است که با A و B مشخص شده‌اند. در سال ۱۹۴۸، آلبرشت گوتزه از دانشگاه ییل آنها را ترجمه و منتشر کرده بود. در برخی منابع، قوانین اشنوننا به‌عنوان قوانین بلالاما ذکر شده‌اند، زیرا این باور وجود دارد که فرمانروای اشنوننی احتمالاً مبدع آنها بوده است، اما گوتزه معتقد است که لوح B در زمان سلطنت دادوشا ایجاد شده است. متن پیش‌گفتار در نقطه‌ای شکسته می‌شود که حاکمی که قوانین را ابلاغ می‌کند مشخص شده است. آلبرشت گوتزه به سبک خاص بیان توجه کرده است. قوانین به گونه ای تنظیم شده بودند که حفظ کردن را تسهیل می‌کرد. یک دانشمند برجسته اسرائیلی و یکی از برجسته‌ترین متخصصان این مجموعه قوانین، رووون یارون از دانشگاه اورشلیم در رابطه با این موضوع اظهار داشت: «آنچه برای من مهم است - و ممکن است برای کسانی که تقریباً ۴۰۰۰ سال پیش آنها را ساخته‌اند مهم باشد. سهولت به خاطر سپردن متن است.»

## مخاطب قوانین
قوانین به وضوح نشانه‌هایی از قشربندی اجتماعی را نشان می‌دهند که عمدتاً بر دو طبقه مختلف تمرکز دارند: muškenum و awilum
مخاطبان قوانین اشنونا نسبت به نسخه‌های میخی قبلی گسترده‌تر هستند: اویلوم - مردان و زنان آزاد (مار اویلیم و مرات اویلیم)، موشکنوم، همسر (aššatum)، پسر (مارو)، بردگان هر دو جنس. - نر (wardum) و زن (amtum) - که نه تنها مانند برده داری کلاسیک از موضوعات قانون هستند، و بدجنسی‌هایی که قربانیان برده بودند، تحریم شده‌اند، و سایر نامگذاری‌های طبقاتی مانند اوباروم، آپساروم، مودوم که مشخص نیست.

## تقسیم‌بندی قوانین
روون یارون جرایم قوانین اشنونا را به پنج گروه تقسیم کرده‌اند: ۱. دزدی و جرایم مرتبط، ۲. حواس‌پرتی کاذب، ۳. جرایم جنسی، ۴. صدمات بدنی، ۵. خسارات ناشی از غرغره گاو و موارد مشابه. اکثر این جرایم با جریمه نقدی (مقداری نقره) مجازات می‌شدند، اما برخی از جرایم جدی مانند سرقت، قتل و جرایم جنسی با اعدام مجازات می‌شدند. به نظر می‌رسد که مجازات اعدام قابل اجتناب بوده است (برخلاف قانون حمورابی)، به دلیل فرمول استاندارد: «این یک مورد زندگی است … او باید بمیرد».